# 国際連合安全保障理事会決議の一覧 (101-200)
| 決議 | 日付           | 投票        | 備考 | 文書リンク                                            |
| --- | -------------- | ----------- | --- | ----------------------------------------------------- |
| 1953年安全保障理事会理事国 · 中華民国 フランス イギリス アメリカ合衆国 ソビエト連邦 · チリ コロンビア デンマーク ギリシャ レバノン パキスタン                 |                |             | |                                                       |
| 101 | 1953年11月24日 | 採択 9-0-2  | イスラエルの休戦違反を非難 | 原文 日本語訳 ウィキソース(英語)                      |
| 102 | 1953年12月3日  | 採択 10-0-1 | 日本と国際司法裁判所の関係について | 原文 日本語訳 ウィキソース(英語) ウィキソース日本語訳 |
| 103 | 1953年12月3日  | 採択 10-0-1 | サンマリノと国際司法裁判所の関係について | 原文 日本語訳 ウィキソース(英語)                      |
| 1954年安全保障理事会理事国 · 中華民国 フランス イギリス アメリカ合衆国 ソビエト連邦 · ブラジル コロンビア デンマーク レバノン ニュージーランド トルコ         |                |             | |                                                       |
| 104 | 1954年6月20日  | 全会一致    | 1954年グアテマラクーデターについて | 原文 日本語訳 ウィキソース(英語)                      |
| 105 | 1954年7月28日  | 無投票採択  | 国際司法裁判所判事の死去を追悼し、その後任選出について | 原文 日本語訳 ウィキソース(英語)                      |
| 1955年安全保障理事会理事国 中華民国 フランス イギリス アメリカ合衆国 ソビエト連邦 ベルギー ブラジル イラン ニュージーランド ペルー トルコ                     |                |             | |                                                       |
| 106 | 1955年3月29日  | 全会一致    | ガザ地区におけるイスラエルの休戦違反を非難 | 原文 日本語訳 ウィキソース(英語)                      |
| 107 | 1955年3月30日  | 全会一致    | エジプトとイスラエルに対し、国際連合休戦監視機構への協力を要請 | 原文 日本語訳 ウィキソース(英語)                      |
| 108 | 1955年9月8日   | 全会一致    | パレスチナにおける停戦状況について | 原文 日本語訳 ウィキソース(英語)                      |
| 109 | 1955年12月14日 | 採択 8-0-3  | アルバニア、ヨルダン、アイルランド、ポルトガル、ハンガリー、イタリア、オーストリア、ルーマニア、ブルガリア、フィンランド、セイロン、ネパール、リビア、カンボジア、ラオス、スペインの加盟について | 原文 日本語訳 ウィキソース(英語) ウィキソース日本語訳 |
| 110 | 1955年12月16日 | 採択 9-1-1  | 国際連合憲章の見直しについて | 原文 日本語訳 ウィキソース(英語)                      |
| 1956年安全保障理事会理事国 · 中華民国 フランス イギリス アメリカ合衆国 ソビエト連邦 · オーストラリア ベルギー キューバ イラン ペルー ユーゴスラビア           |                |             | |                                                       |
| 111 | 1956年1月19日  | 全会一致    | イスラエル、シリア間の停戦違反について | 原文 日本語訳 ウィキソース(英語)                      |
| 112 | 1956年2月6日   | 全会一致    | スーダンの加盟について | 原文 日本語訳 ウィキソース(英語) ウィキソース日本語訳 |
| 113 | 1956年4月4日   | 全会一致    | 中東紛争における停戦状況について | 原文 日本語訳 ウィキソース(英語)                      |
| 114 | 1956年6月4日   | 全会一致    | 中東紛争における停戦状況について | 原文 日本語訳 ウィキソース(英語)                      |
| 115 | 1956年7月20日  | 全会一致    | モロッコの加盟について | 原文 日本語訳 ウィキソース(英語) ウィキソース日本語訳 |
| 116 | 1956年7月26日  | 全会一致    | チュニジアの加盟について | 原文 日本語訳 ウィキソース(英語) ウィキソース日本語訳 |
| 117 | 1956年9月6日   | 無投票採択  | 国際司法裁判所における徐謨判事の死去を悼み、後任判事の選出について | 原文 日本語訳 ウィキソース(英語)                      |
| 118 | 1956年10月13日 | 全会一致    | スエズ運河の運営に関する問題について | 原文 日本語訳 ウィキソース(英語)                      |
| 119 | 1956年10月31日 | 採択 7-2-2  | 第二次中東戦争（スエズ危機）が勃発したが、常任理事国の関与により安全保障理事会が機能できず、国際連合総会の招集を要請                                                                             | 原文 日本語訳 ウィキソース(英語)                      |
| 120 | 1956年11月4日  | 採択 10-1-0 | ハンガリー動乱が勃発したが、常任理事国の関与により安全保障理事会が機能できず、国際連合総会の招集を要請                                                                                           | 原文 日本語訳 ウィキソース(英語)                      |
| 121 | 1956年12月12日 | 全会一致    | 日本の加盟について | 原文 日本語訳 ウィキソース(英語) ウィキソース日本語訳 |
| 1957年安全保障理事会理事国 · 中華民国 フランス イギリス アメリカ合衆国 ソビエト連邦 · オーストラリア コロンビア キューバ イラク フィリピン スウェーデン       |                |             | |                                                       |
| 122 | 1957年1月24日  | 採択 10-0-1 | カシミール問題に関する和平の推進について | 原文 日本語訳 ウィキソース(英語)                      |
| 123 | 1957年2月21日  | 採択 10-0-1 | カシミール問題に関する和平に関して、安保理議長がインド・パキスタンを訪問することについて | 原文 日本語訳 ウィキソース(英語)                      |
| 124 | 1957年3月7日   | 全会一致    | ガーナの加盟について | 原文 日本語訳 ウィキソース(英語) ウィキソース日本語訳 |
| 125 | 1957年9月5日   | 全会一致    | マラヤ連邦の加盟について | 原文 日本語訳 ウィキソース(英語) ウィキソース日本語訳 |
| 126 | 1957年12月2日  | 採択 10-0-1 | カシミール問題に関する和平に関して、安保理議長のインド・パキスタン訪問報告について | 原文 日本語訳 ウィキソース(英語)                      |
| 1958年安全保障理事会理事国 · 中華民国 フランス イギリス アメリカ合衆国 ソビエト連邦 · カナダ コロンビア イラク 日本 パナマ スウェーデン                       |                |             | |                                                       |
| 127 | 1958年1月22日  | 全会一致    | パレスチナにおける停戦状況について | 原文 日本語訳 ウィキソース(英語)                      |
| 128 | 1958年6月11日  | 採択 10-0-1 | レバノン情勢の不安定化に際し、アラブ連合共和国との関係について | 原文 日本語訳 ウィキソース(英語)                      |
| 129 | 1958年8月7日   | 全会一致    | 1958年のレバノン危機発生に際し、安全保障理事会が機能できず、国際連合総会の招集を要請 | 原文 日本語訳 ウィキソース(英語)                      |
| 130 | 1958年11月25日 | 無投票採択  | 国際司法裁判所におけるホセ・グスタボ・ゲレーロ判事の死去を悼み、後任判事の選出について | 原文 日本語訳 ウィキソース(英語)                      |
| 131 | 1958年12月9日  | 採択 10-0-1 | ギニアの加盟について | 原文 日本語訳 ウィキソース(英語) ウィキソース日本語訳 |
| 1959年安全保障理事会理事国 中華民国 フランス イギリス アメリカ合衆国 ソビエト連邦 アルゼンチン カナダ イタリア 日本 パナマ チュニジア                         |                |             | |                                                       |
| 132 | 1959年9月7日   | 採択 10-0-1 | ラオス国境地帯の不安定化の調査について | 原文 日本語訳 ウィキソース(英語)                      |
| 1960年安全保障理事会理事国 中華民国 フランス イギリス アメリカ合衆国 ソビエト連邦 アルゼンチン セイロン エクアドル イタリア ポーランド チュニジア             |                |             | |                                                       |
| 133 | 1960年1月26日  | 全会一致    | カメルーンの加盟について | 原文 日本語訳 ウィキソース(英語) ウィキソース日本語訳 |
| 134 | 1960年4月1日   | 採択 9-0-2  | 南アフリカで発生したシャープビル虐殺事件に対する非難 | 原文 日本語訳 ウィキソース(英語)                      |
| 135 | 1960年5月27日  | 採択 9-0-2  | 安保理常任理事国による平和への責務について | 原文 日本語訳 ウィキソース(英語)                      |
| 136 | 1960年5月31日  | 全会一致    | トーゴの加盟について | 原文 日本語訳 ウィキソース(英語) ウィキソース日本語訳 |
| 137 | 1960年5月31日  | 無投票採択  | 国際司法裁判所における判事の死去を悼み、後任判事の選出について | 原文 日本語訳 ウィキソース(英語)                      |
| 138 | 1960年6月23日  | 採択 8-0-2  | アドルフ・アイヒマンのアルゼンチンからイスラエルへの移送に関して、イスラエルを非難 | 原文 日本語訳 ウィキソース(英語)                      |
| 139 | 1960年6月28日  | 全会一致    | マリ連邦の加盟について | 原文 日本語訳 ウィキソース(英語) ウィキソース日本語訳 |
| 140 | 1960年6月29日  | 全会一致    | マダガスカルの加盟について | 原文 日本語訳 ウィキソース(英語) ウィキソース日本語訳 |
| 141 | 1960年7月5日   | 全会一致    | ソマリアの加盟について | 原文 日本語訳 ウィキソース(英語) ウィキソース日本語訳 |
| 142 | 1960年7月7日   | 全会一致    | コンゴ共和国（コンゴ民主共和国）の加盟について | 原文 日本語訳 ウィキソース(英語) ウィキソース日本語訳 |
| 143 | 1960年7月17日  | 採択 8-0-3  | コンゴ動乱に際し、ベルギー軍の撤退を要請 | 原文 日本語訳 ウィキソース(英語)                      |
| 144 | 1960年7月19日  | 採択 9-0-2  | キューバとアメリカ合衆国の対立に際し、平和的解決を要請 | 原文 日本語訳 ウィキソース(英語)                      |
| 145 | 1960年7月22日  | 全会一致    | コンゴ動乱に際し、ベルギー軍の迅速な撤退を要請 | 原文 日本語訳 ウィキソース(英語)                      |
| 146 | 1960年8月9日   | 採択 9-0-2  | コンゴ動乱に際し、コンゴ国連軍（ONUC）のカタンガ国への投入について | 原文 日本語訳 ウィキソース(英語)                      |
| 147 | 1960年8月23日  | 全会一致    | ベナンの加盟について | 原文 日本語訳 ウィキソース(英語) ウィキソース日本語訳 |
| 148 | 1960年8月23日  | 全会一致    | ニジェールの加盟について | 原文 日本語訳 ウィキソース(英語) ウィキソース日本語訳 |
| 149 | 1960年8月23日  | 全会一致    | オートボルタ （ブルキナファソ）の加盟について | 原文 日本語訳 ウィキソース(英語) ウィキソース日本語訳 |
| 150 | 1960年8月23日  | 全会一致    | コートジボワールの加盟について | 原文 日本語訳 ウィキソース(英語) ウィキソース日本語訳 |
| 151 | 1960年8月23日  | 全会一致    | チャドの加盟について | 原文 日本語訳 ウィキソース(英語) ウィキソース日本語訳 |
| 152 | 1960年8月23日  | 全会一致    | コンゴ共和国の加盟について | 原文 日本語訳 ウィキソース(英語) ウィキソース日本語訳 |
| 153 | 1960年8月23日  | 全会一致    | ガボンの加盟について | 原文 日本語訳 ウィキソース(英語) ウィキソース日本語訳 |
| 154 | 1960年8月23日  | 全会一致    | 中央アフリカ共和国の加盟について | 原文 日本語訳 ウィキソース(英語) ウィキソース日本語訳 |
| 155 | 1960年8月23日  | 全会一致    | キプロスの加盟について | 原文 日本語訳 ウィキソース(英語) ウィキソース日本語訳 |
| 156 | 1960年9月9日   | 採択 9-0-2  | ベネズエラの暗殺未遂事件に関連し、ドミニカ共和国への制裁を追認 | 原文 日本語訳 ウィキソース(英語)                      |
| 157 | 1960年9月17日  | 採択 8-2-1  | コンゴ動乱に関連し、安全保障理事会が機能できず、国際連合総会の招集を要請 | 原文 日本語訳 ウィキソース(英語)                      |
| 158 | 1960年9月28日  | 全会一致    | セネガルの加盟について | 原文 日本語訳 ウィキソース(英語) ウィキソース日本語訳 |
| 159 | 1960年9月28日  | 全会一致    | マリ共和国の加盟について | 原文 日本語訳 ウィキソース(英語) ウィキソース日本語訳 |
| 160 | 1960年10月7日  | 全会一致    | ナイジェリアの加盟について | 原文 日本語訳 ウィキソース(英語) ウィキソース日本語訳 |
| 1961年安全保障理事会理事国 · 中華民国 フランス イギリス アメリカ合衆国 ソビエト連邦 · チリ セイロン エクアドル リベリア トルコ エジプト                       |                |             | |                                                       |
| 161 | 1961年2月21日  | 採択 9-0-2  | コンゴ動乱に際し、コンゴ共和国首相パトリス・ルムンバの死去への遺憾の意と、武装勢力の退去の要請                                                                                                   | 原文 日本語訳 ウィキソース(英語)                      |
| 162 | 1961年4月11日  | 採択8-0-3   | パレスチナにおける停戦状況について | 原文 日本語訳 ウィキソース(英語)                      |
| 163 | 1961年6月9日   | 採択 9-0-2  | アンゴラ独立戦争に関して平和的解決を要請 | 原文 日本語訳 ウィキソース(英語)                      |
| 164 | 1961年7月22日  | 採択 10-0-0 | チュニジア情勢に関して停戦を要請 | 原文 日本語訳 ウィキソース(英語)                      |
| 165 | 1961年9月26日  | 全会一致    | シエラレオネの加盟について | 原文 日本語訳 ウィキソース(英語) ウィキソース日本語訳 |
| 166 | 1961年10月25日 | 採択 9-0-1  | モンゴル人民共和国の加盟について | 原文 日本語訳 ウィキソース(英語) ウィキソース日本語訳 |
| 167 | 1961年10月25日 | 採択 9-1-1  | モーリタニアの加盟について | 原文 日本語訳 ウィキソース(英語) ウィキソース日本語訳 |
| 168 | 1961年11月3日  | 全会一致    | 事故死したダグ・ハマーショルドの後任として、ウ・タントを国連事務総長代理に推薦 | 原文 日本語訳 ウィキソース(英語)                      |
| 169 | 1961年11月24日 | 採択 9-0-2  | コンゴ動乱に際し、カタンガの国連軍に対し、武装勢力・傭兵部隊への強制措置を承認 | 原文 日本語訳 ウィキソース(英語)                      |
| 170 | 1961年12月14日 | 全会一致    | タンガニーカの加盟について | 原文 日本語訳 ウィキソース(英語) ウィキソース日本語訳 |
| 1962年安全保障理事会理事国 · 中華民国 フランス イギリス アメリカ合衆国 ソビエト連邦 · チリ ガーナ アイルランド ルーマニア エジプト ベネズエラ                 |                |             | |                                                       |
| 171 | 1962年4月9日   | 採択 10-0-1 | イスラエル・シリア間の軍事的緊張について | 原文 日本語訳 ウィキソース(英語)                      |
| 172 | 1962年7月26日  | 全会一致    | ルワンダの加盟について | 原文 日本語訳 ウィキソース(英語) ウィキソース日本語訳 |
| 173 | 1962年7月26日  | 全会一致    | ブルンジの加盟について | 原文 日本語訳 ウィキソース(英語) ウィキソース日本語訳 |
| 174 | 1962年9月12日  | 全会一致    | ジャマイカの加盟について | 原文 日本語訳 ウィキソース(英語) ウィキソース日本語訳 |
| 175 | 1962年9月12日  | 全会一致    | トリニダード・トバゴの加盟について | 原文 日本語訳 ウィキソース(英語) ウィキソース日本語訳 |
| 176 | 1962年10月4日  | 採択 10-0-1 | アルジェリアの加盟について | 原文 日本語訳 ウィキソース(英語) ウィキソース日本語訳 |
| 177 | 1962年10月15日 | 全会一致    | ウガンダの加盟について | 原文 日本語訳 ウィキソース(英語) ウィキソース日本語訳 |
| 1963年安全保障理事会理事国 · 中華民国 フランス イギリス アメリカ合衆国 ソビエト連邦 · ブラジル ガーナ モロッコ ノルウェー フィリピン ベネズエラ               |                |             | |                                                       |
| 178 | 1963年4月24日  | 全会一致    | セネガルへのポルトガル軍侵入を非難 | 原文 日本語訳 ウィキソース(英語)                      |
| 179 | 1963年6月11日  | 採択 10-0-1 | 北イエメン内戦に関して、撤退の監視について | 原文 日本語訳 ウィキソース(英語)                      |
| 180 | 1963年7月31日  | 採択 8-0-3  | ポルトガルの植民地について非難 | 原文 日本語訳 ウィキソース(英語)                      |
| 181 | 1963年8月7日   | 採択 9-0-2  | 南アフリカのアパルトヘイトに関し、武器禁輸を要請 | 原文 日本語訳 ウィキソース(英語)                      |
| 182 | 1963年12月4日  | 全会一致    | 南アフリカのアパルトヘイトに関し、武器禁輸を要請に加え、平和的解決を要請 | 原文 日本語訳 ウィキソース(英語)                      |
| 183 | 1963年12月11日 | 採択 10-0-1 | ポルトガルの植民地について再度非難 | 原文 日本語訳 ウィキソース(英語)                      |
| 184 | 1963年12月16日 | 全会一致    | ザンジバル王国の加盟について | 原文 日本語訳 ウィキソース(英語) ウィキソース日本語訳 |
| 185 | 1963年12月16日 | 全会一致    | ケニアの加盟について | 原文 日本語訳 ウィキソース(英語) ウィキソース日本語訳 |
| 1964年安全保障理事会理事国 · 中華民国 フランス イギリス アメリカ合衆国 ソビエト連邦 · ボリビア ブラジル コートジボワール モロッコ ノルウェー チェコスロバキア |                |             | |                                                       |
| 186 | 1964年3月4日   | 全会一致    | キプロスの平和維持に関し、国際連合キプロス平和維持軍を創設 | 原文 日本語訳 ウィキソース(英語)                      |
| 187 | 1964年3月13日  | 全会一致    | 国際連合キプロス平和維持軍の展開について | 原文 日本語訳 ウィキソース(英語)                      |
| 188 | 1964年4月9日   | 採択 9-0-2  | イギリスによる北イエメンへの爆撃を非難 | 原文 日本語訳 ウィキソース(英語)                      |
| 189 | 1964年6月4日   | 全会一致    | 南ベトナムのカンボジア侵入を非難 | 原文 日本語訳 ウィキソース(英語)                      |
| 190 | 1964年6月9日   | 採択 7-0-4  | リボニア裁判 に関連して、南アフリカのアパルトヘイトを非難 | 原文 日本語訳 ウィキソース(英語)                      |
| 191 | 1964年6月18日  | 採択 8-0-3  | 南アフリカのアパルトヘイトを非難 | 原文 日本語訳 ウィキソース(英語)                      |
| 192 | 1964年6月20日  | 全会一致    | 国際連合キプロス平和維持軍の活動期限延長 | 原文 日本語訳 ウィキソース(英語)                      |
| 193 | 1964年9月25日  | 採択 9-0-2  | キプロス情勢に関して即時停戦を要請 | 原文 日本語訳 ウィキソース(英語)                      |
| 194 | 1964年9月25日  | 全会一致    | 国際連合キプロス平和維持軍の活動期限延長 | 原文 日本語訳 ウィキソース(英語)                      |
| 195 | 1964年10月9日  | 全会一致    | マラウイの加盟について | 原文 日本語訳 ウィキソース(英語) ウィキソース日本語訳 |
| 196 | 1964年10月30日 | 全会一致    | マルタの加盟について | 原文 日本語訳 ウィキソース(英語) ウィキソース日本語訳 |
| 197 | 1964年10月30日 | 全会一致    | ザンビアの加盟について | 原文 日本語訳 ウィキソース(英語) ウィキソース日本語訳 |
| 198 | 1964年12月18日 | 全会一致    | 国際連合キプロス平和維持軍の活動期限延長 | 原文 日本語訳 ウィキソース(英語)                      |
| 199 | 1964年12月30日 | 採択 10-0-1 | コンゴ民主共和国内の和平に向けて | 原文 日本語訳 ウィキソース(英語)                      |
| 1965年安全保障理事会理事国 中華民国 フランス イギリス アメリカ合衆国 ソビエト連邦 ボリビア コートジボワール ヨルダン マレーシア オランダ ウルグアイ           |                |             | |                                                       |
| 200 | 1965年3月15日  | 全会一致    | ガンビアの加盟について | 原文 日本語訳 ウィキソース(英語) ウィキソース日本語訳 |